# Antonio Scontrino
Antonino Maria Scontrino (Trapani, 17 maggio 1850 – Firenze, 7 gennaio 1922) è stato un compositore e contrabbassista italiano.

## Biografia
Studiò composizione con Pietro Platania a Palermo, e nella stessa città si dedicò poi all'insegnamento.
Particolarmente dotato per la musica sinfonica da camera, scrisse tra l'altro la “sinfonia marinaresca” e “la sinfonia romantica”, oltre a pezzi da camera, romanze e musiche di scena per “Francesca da Rimini” di Gabriele D'Annunzio.
Come operista debuttò nel 1879  con Matelda, tragedia passionale di carattere estetizzante e romantico, concepita secondo una tradizionale regola. Verdi vedeva un influsso dei grandi romantici tedeschi nelle sue composizioni. Nel 1885 sposa Adele Casati, cui 3 anni più tardi dedica l'idillio di Sigfrido, trascrizione per pianoforte a 4 mani da Wagner. Seguì nel 1890 “Pierre Gringoire”, sul famoso poeta francese del '400.
“La Cortigiana”, del 1896, ma iniziata nel 1887, in 4 atti, è la sua più ambiziosa opera, ambientata a Parigi nel '600, sulla figura di una celebre donna di mondo che infine si getta in mare dall'alto di una rupe.
Scontrino si dedica sempre più alla musica da camera e nel contempo prosegue la ricerca e la produzione nella musica strumentale.
Finisce i suoi giorni a Firenze, dove si era trasferito dalla Sicilia per insegnare composizione al Real Istituto Musicale. Fu un artista isolato, di notevole statura, non ebbe successo popolare, ma le sue opere sono tra le più interessanti alternative all'opera verista, dominante in quell'epoca.
A lui è dedicato il conservatorio di musica di Trapani.
Nel 2015 il ricercatore musicale trapanese Salvatore Gaspare Savona ha scoperto, in una parrocchia cittadina, l'atto di battesimo del compositore trapanese. Secondo tale documento, il nome registrato è Antonino (come il nonno paterno), Maria; nato da "Vincentio Scontrino et Michaela Baudo"; padrini: il fratello del padre, Dionisio e la sorella della madre, Vita Baudo. Sacerdote: Xaverio Mistretta.
È sepolto nel cimitero monumentale delle Porte Sante di Firenze.

## Composizioni

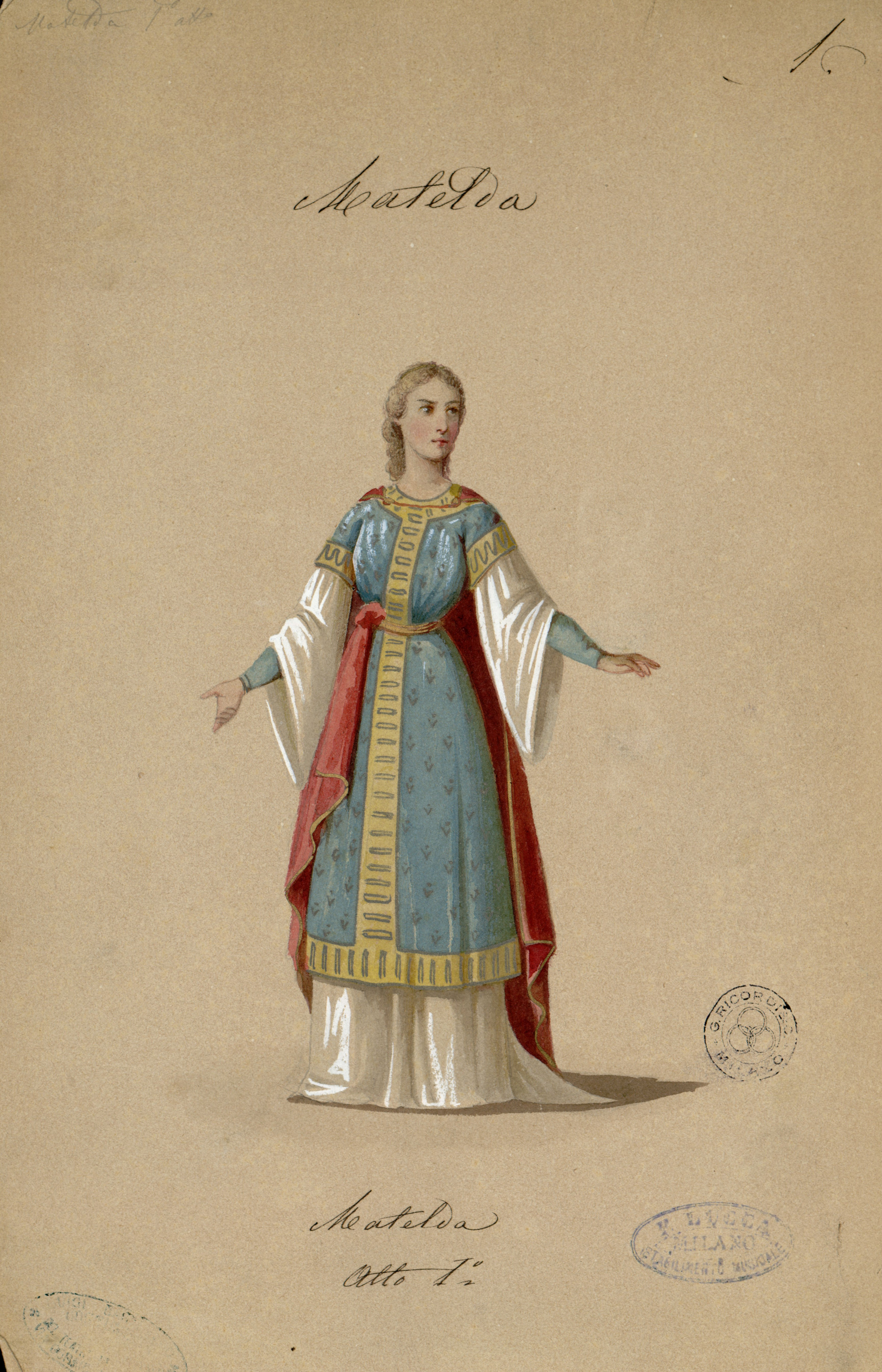
Matelda (soprano), figurino per Matelda atto 1 (1879).
Archivio Storico Ricordi

### Opere liriche
- Matelda (1879)
- Il progettista  (1882)
- Il sortilegio, dramma giocoso fantastico in 3 atti (1882) al Teatro Vittorio Alfieri (Torino)
- Marion De Lorme (1882)
- Idillio di Sigfrido (1888)
- Pierre Gringoire (1890)
- La vita interiore (1892)
- La cortigiana (1896)

### Musica sinfonica
- Preludio e Fuga per quartetto d'archi in mi minore[2]
- Sinfonia Marinaresca
- Elegia
- Il canto del pastore
- Sogno d'amore[3]
- Quartetto n.1 in sol minore
- Quartetto n.3 in la minore (1905);
- Adagio per violino con acc. di pianoforte (1906),
- Herzensleben, Concerto per contrabbasso e orchestra in la maggiore (1908);
- Andantino per due clarinetti (1909);
- Sinfonia Romantica (completata nel 1911 e diretta da Richard Strauss nel 1914 al Königliches Opernhaus);
- Quartetto n.4 per violoncello e orchestra (1918),
- Sonata per violino e pianoforte (1920),
- Concerto per fagotto e orchestra